# Wongaduva
Wongaduva (Leucosarcia melanoleuca) är en fågel i familjen duvor inom ordningen duvfåglar.

## Utseende och läte
Wongaduvan är en stor duva med kraftiga skäraktiga ben. Bakifrån är den mestadels stålgrå med enfärgat grått på vingar, rygg och stjärt. Framifrån suns dock vit buk och ett tydligt vitt V på bröstet. Lätet som ofta hörs på håll är ett ljudligt hoande, upprepat ungefär två gånger i sekunden.

## Utbredning och systematik
Wongaduvan förekommer i kustnära skogar i östra Australien (från centrala Queensland till sydöstra Victoria). Den placeras som enda art i släktet Leucosarcia. 

## Levnadssätt
Wongaduvan hittas i regnskog. Där ses den oftast födosöka på marken.

## Status och hot
Arten har ett stort utbredningsområde, men tros minska i antal, dock inte tillräckligt kraftigt för att den ska betraktas som hotad. Internationella naturvårdsunionen IUCN listar arten som livskraftig (LC).